# Поторица
Поторица (укр. Поториця) — село в Сокальской городской общине Шептицкого района Львовской области Украины.
Население по переписи 2001 года составляло 1598 человек. На данный момент население села составляет 1100 человек. Занимает площадь 1,52 км². Почтовый индекс — 80005. Телефонный код — 3257.
В 1812 году Юзеф Дзедушицкий основал в Поторице Патрацкую библиотеку.

## Известные уроженцы
- Василий Львович Макар (1908—1944) — украинский националист, подполковник УПА.